# Église Saint-Martin de Saint-Martin-Valmeroux
L'église Saint-Martin est une église catholique située sur la commune de Saint-Martin-Valmeroux, dans le département du Cantal, en France.

## Localisation
À 650 m d'altitude, l'église se situe sur la place du village, peu éloignée de la Maronne.

## Historique

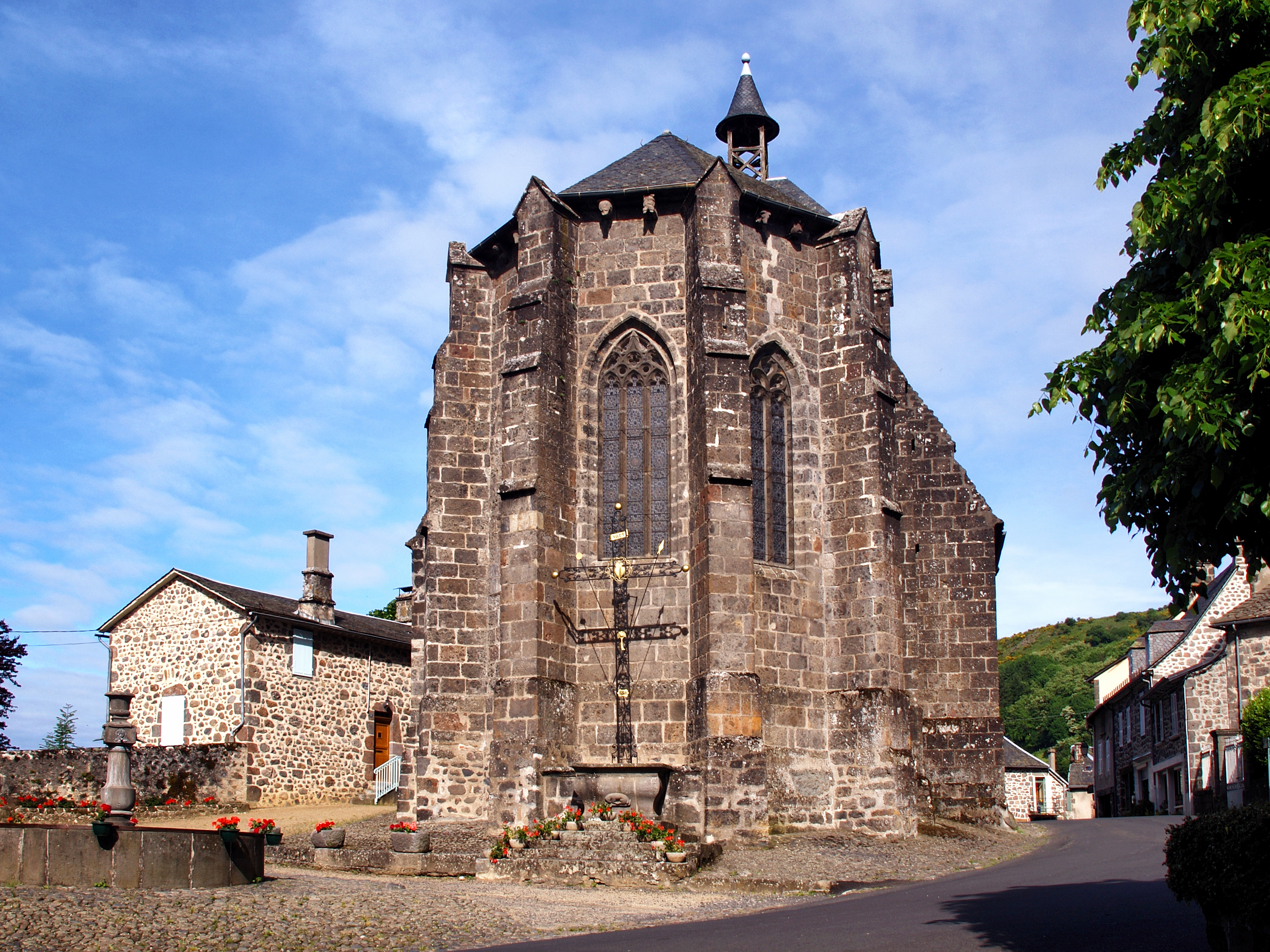
Abside

L'édifice construit aux xiie et xiiie siècles est, dans son ensemble, de style gothique mais possède un clocher roman. Le clocher date du XII eme siècle et la nef du XVeme siècle.
Il est classé au titre des monuments historiques par la liste de 1862.